# Bring The Mourning On
Bring The Mourning On är en svensk singer/songwriter/country-grupp.

## Bakgrund
Våren 2006 bildade Henning Pettersson och Erika Schröder ett akustiskt countryprojekt efter inspelningar av Petterssons låtar och tvåmannabandet Going Going Gone bildades. Efter en tid gick bandet in i en ny fas och basisten Sebastian Axelsson och trummisen Jerker Wennström anslöt till bandet. Bandet började arbeta på nya låtar och våren 2009 började inspelningen av deras debutalbum där bandet nu inriktade sig på en mer alternativ country. Inspelningarna kantades av ständiga motgångar och en av låtarna blev lite av ett soundtrack för gruppen. Denna låt gav bandet en ny start och ett nytt namn. Going Going Gone bytte namn till Bring The Mourning On och debutalbumet fick bandets gamla namn, Going Going Gone, som titel.

## Diskografi

### Album
- 2011 - Going Going Gone
- 2012 - Ukiah
- 2014 - Northern Ghost